# Alma caribeña
Alma caribeña è il nono album in studio (il terzo in lingua spagnola) della cantante statunitense di origine cubana Gloria Estefan, pubblicato il 9 maggio 2000 dalla Epic Records.

## Tracce
1. Por un beso – 5:01 (Robert Bladés)
2. Punto de referencia – 4:51 (Robert Bladés, Angie Chirino, Emilio Estefan Jr.)
3. Dame otra oportunidad – 4:04 (Hernan "Teddy" Mulet, Robert Bladés, George Noriega, Emilio Estefan Jr.)
4. Como me duele perdente – 4:28 (Marco Flores)
5. Te tengo a ti – 3:56 (George Noriega, Robert Bladés, Emilio Estefan Jr)
6. Tres gotas de agua bendita (con Celia Cruz) – 4:18 (René L. Toledo)
7. Nuestra felicidad – 3:00 (Robert Bladés, Sal Cuevas)
8. La flor y tu amor – 4:23 (René L. Toledo)
9. Me voy – 5:01 (Marco Flores)
10. Solo por tu amor – 4:03 (Randall M. Barlow)
11. Tengo que decirte algo (con José Feliciano) – 3:18 (Robert Bladés)
12. No me dejes de querer – 3:37 (Gloria Estefan, Emilio Estefan Jr., Robert Bladés)
13. No me dejes de querer ("Flores" del Caribe mix - Radio Edit) – 4:43 (Gloria Estefan, Emilio Estefan Jr., Robert Bladés)

Traccia aggiunta nella versione giapponese
1. No me dejes de querer (Acoustic Version / aka Unplugged) – 3:27 (Gloria Estefan, Emilio Estefan Jr., Robert Bladés)

## Classifiche

### Classifiche settimanali
| Classifica (2000) | Posizione massima |
| ----------------- | ----------------- |
| Austria           | 50                |
| Francia           | 41                |
| Germania          | 18                |
| Italia            | 11                |
| Paesi Bassi       | 24                |
| Regno Unito       | 44                |
| Spagna            | 1                 |
| Stati Uniti       | 50                |
| Svizzera          | 9                 |

### Classifiche di fine anno
| Classifica (2000) | Posizione |
| ----------------- | --------- |
| Germania          | 100       |